# Caemuassete E
Caemuassete (referido com Caemuassete E para distingui-lo do filho de mesmo nome  de Ramessés II ) é um antigo egípcio e filho de Ramessés III.
Sua tumba está localizada no Vale das Rainhas e é considerada uma das mais bonitas tumbas deste Vale. Os relevos coloridos, cenas religiosas e funerárias estão em bom estado de preservação.
A tumba foi descoberta em 1903 [carece de fontes?] e consiste de: um primeiro corredor, duas câmaras anexas, um  segundo corredor e a câmara do sarcófago.